# Psie Pole-Zawidawie

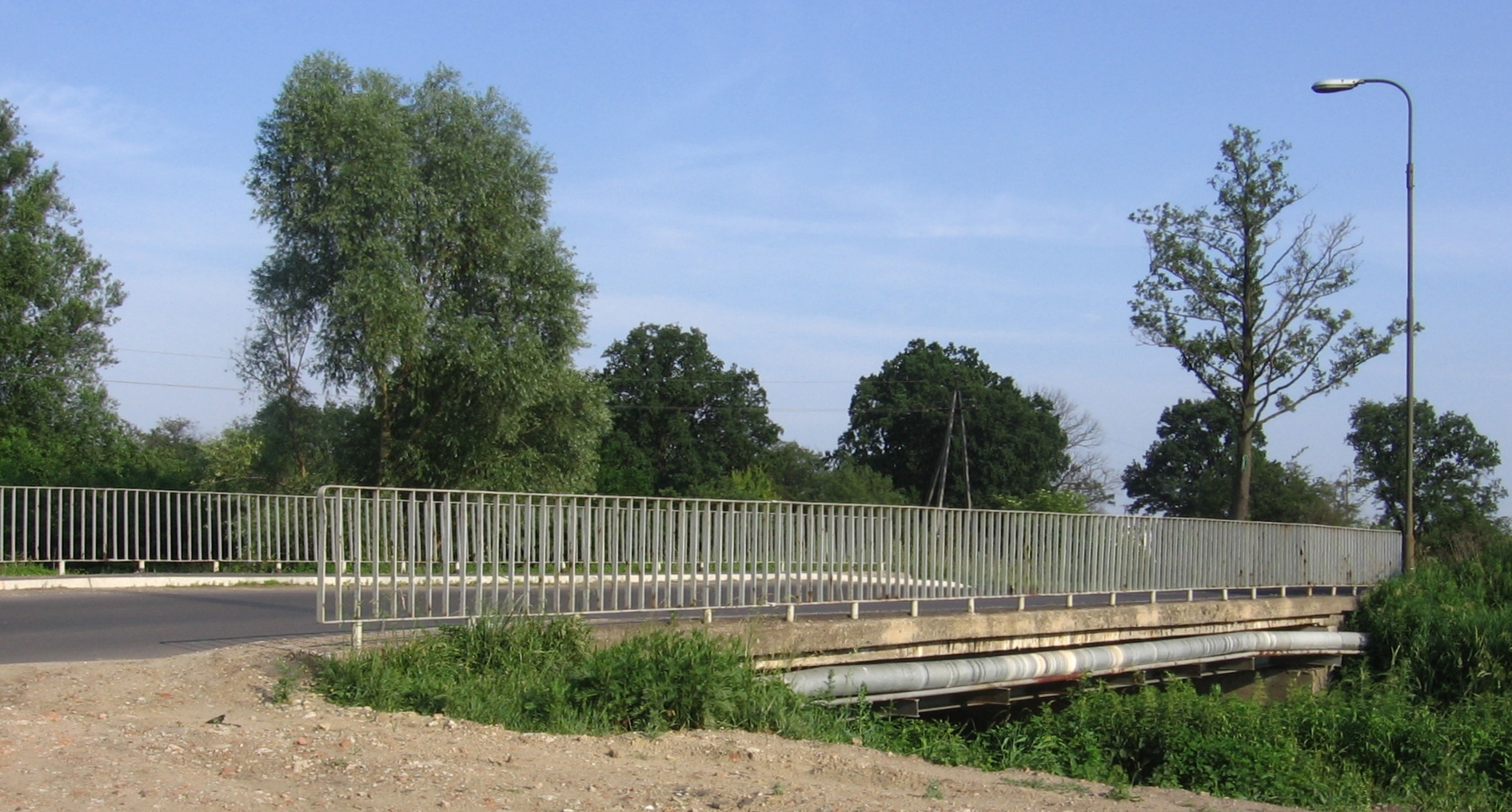
Most Kłokoczycki nad rzeką Dobrą

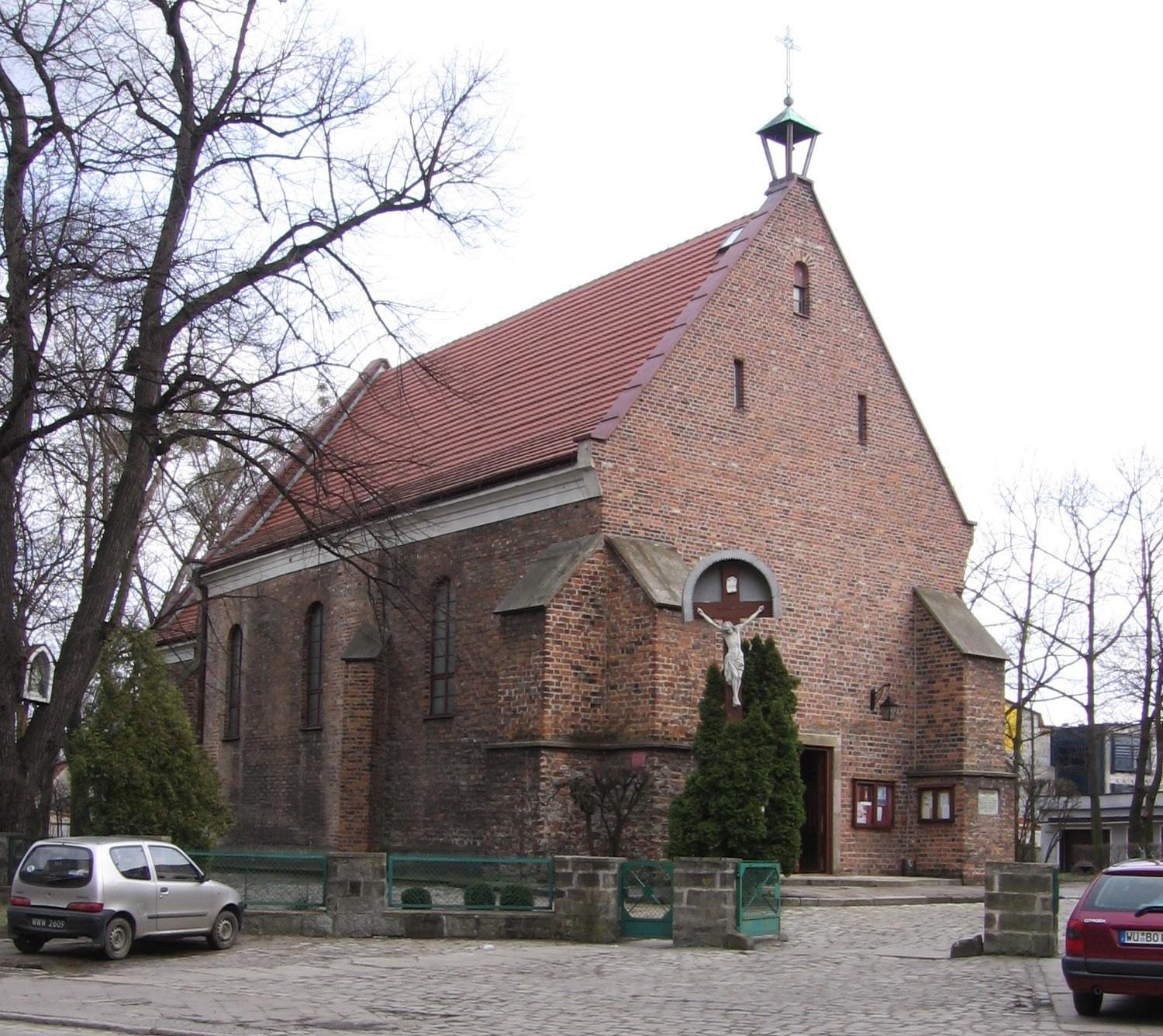
kościół św. Jakuba i Krzysztofa na Psim Polu

Psie Pole-Zawidawie – osiedla samorządowe miasta Wrocław, utworzone w 2004 r. z części miasta: Psie Pole, Zakrzów, Zgorzelisko i Kłokoczyce z terenu byłej dzielnicy Psie Pole. Stało się jednostką pomocniczą miasta, a mieszkańcy tworzą  wspólnotę samorządową w  granicach obszaru osiedla. Psie Pole-Zawidawie zamieszkuje około 26,0 tys. osób (2009 r.).